# Шарантонне (Изер)
Шарантонне (фр. Charantonnay) — коммуна во Франции, находится в регионе Рона — Альпы. Департамент коммуны — Изер. Входит в состав кантона Ла-Верпийер. Округ коммуны — Вьенн.
Код INSEE коммуны — 38081. Население коммуны на 2012 год составляло 1870 человек. Населённый пункт находится на высоте от 337 до 472 метров над уровнем моря. Муниципалитет расположен на расстоянии около 430 км юго-восточнее Парижа, 33 км юго-восточнее Лиона, 65 км северо-западнее Гренобля. Мэр коммуны — Pierre-Louis Orelle, мандат действует на протяжении 2014—2020 гг.
Динамика населения (INSEE):